# Formica nigropratensis
Formica nigropratensis é uma espécie de formiga do gênero Formica, pertencente à subfamília Formicinae.